# Kakaramea
La ville de Kakaramea est une localité du sud de la région de Taranaki dans l’île du Nord de la Nouvelle-Zélande.

## Situation
La route State Highway 3/S H 3 (en) passe à travers la ville. 
La ville des Patea est située à environ 6 km vers le sud-est et d’Hawera  est à environ 20 km vers le nord-ouest  , .

## Éducation
La Kakaramea School (en) est une école mixte contribuant au primaire, allant de l’année 1 à 6, avec un taux de décile de 5 et un effectif de 82 élèves. 
L’école et le district ont célébré leur 125 e jubilé en 2001.